# Myrmecophilus orientalis
Myrmecophilus orientalis is een rechtvleugelig insect uit de familie mierenkrekels (Myrmecophilidae). De wetenschappelijke naam van deze soort is voor het eerst geldig gepubliceerd in 2010 door Stalling.